# Lukas Schauder

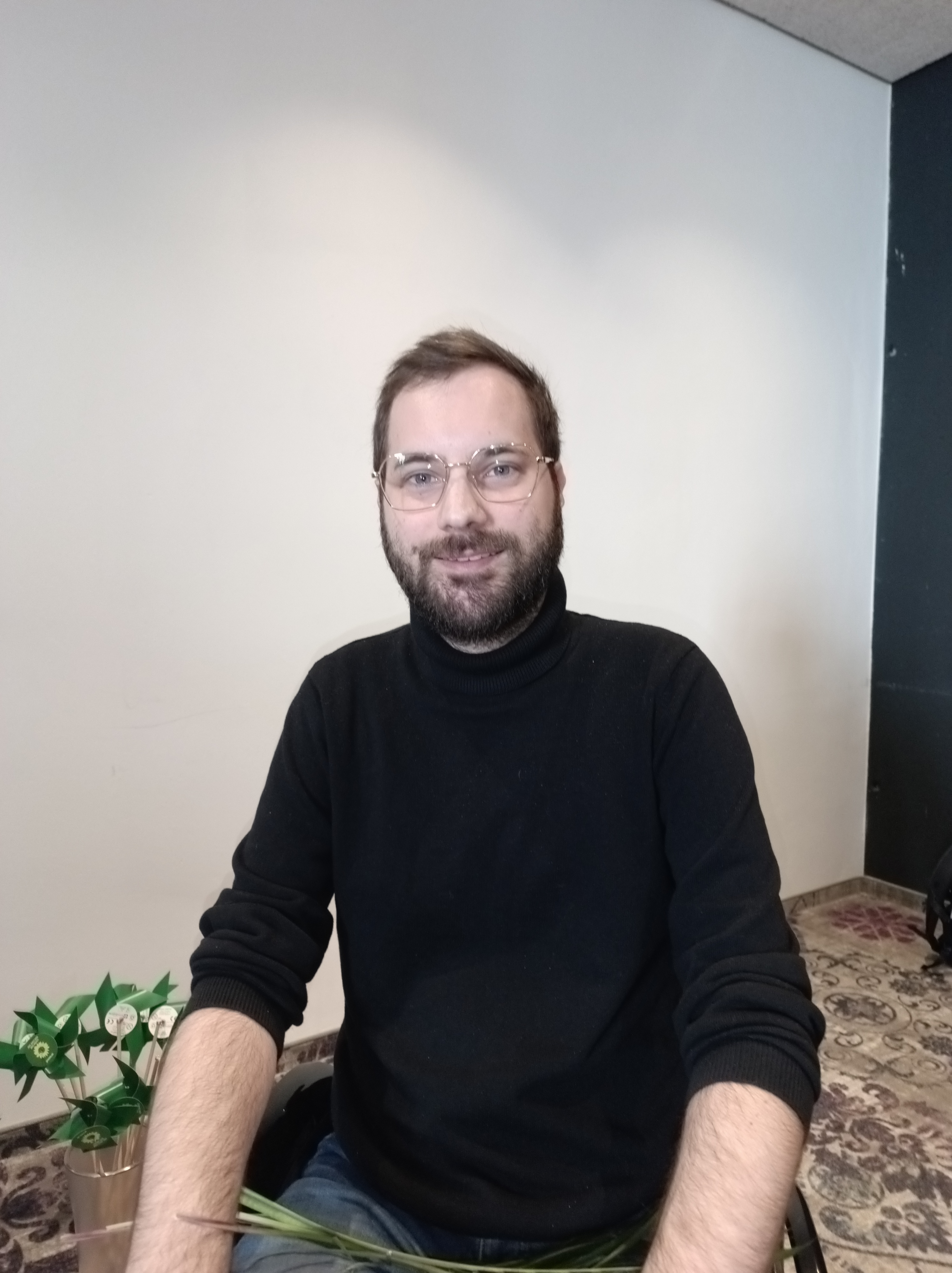
Lukas Schauder, 2025 in Schwelm

Lukas Schauder (* 14. Januar 1997 in Frankfurt am Main) ist ein deutscher Politiker (Bündnis 90/Die Grünen). Von 2019 bis 2024 war er Abgeordneter im Hessischen Landtag.

## Leben
Nach seinem 2015 abgelegten Abitur an der Eichendorffschule in Kelkheim begann Lukas Schauder mit dem Studium der Rechtswissenschaften an der Johann Wolfgang Goethe-Universität Frankfurt am Main, im September 2023 wechselte er an die Ruhr-Universität Bochum. Er gehört seit 2011 der Grünen Jugend und seit 2012 Bündnis 90/Die Grünen an. Von 2016 bis 2021 hatte er ein Mandat im Kreistag des Main-Taunus-Kreises inne. Bis zu seinem Einzug in den Hessischen Landtag war er Mitarbeiter der Bundestagsabgeordneten Kordula Schulz-Asche. Seine Schwerpunktthemen sind Bürgerrechte, Antirassismus und Demokratiepolitik. Stadtverordneter von Kelkheim war er von 2021 bis 2024. Seit 2025 ist er Sprecher des Kreisverbandes der Grünen im Ennepe-Ruhr-Kreis.

## Landtag Hessen
Er kandidierte bei der Landtagswahl in Hessen 2018 im Wahlkreis Main-Taunus I, wo er mit 19,5 % die zweitmeisten Erststimmen nach dem direkt gewählten CDU-Abgeordneten Christian Heinz erreichte. Er wurde über die Landesliste seiner Partei in den Hessischen Landtag gewählt. In der Fraktion der hessischen Grünen fungierte er als Sprecher für Extremismusprävention, Demokratieförderung und Justizvollzug. Er war Mitglied im Innenausschuss, im Rechtsausschuss, sowie Obmann seiner Fraktion im Unterausschuss Justizvollzug.
Bei der Landtagswahl 2023 kandidierte er nicht erneut und schied somit im Januar 2024 aus dem Landtag aus.